# Jamal Jack
Jamal Jack (Charlotteville, 17 dicembre 1987) è un calciatore trinidadiano, difensore del KFK Kópavogur.

## Carriera

### Club
In carriera ha giocato 12 partite per la CONCACAF Champions League.

### Nazionale
Nel 2012 ha esordito in nazionale.